# Odontocardus
Odontocardus là một chi bọ cánh cứng trong họ 
Elateridae.
Chi này được miêu tả khoa học năm 1931 bởi Fleutiaux.

## Các loài
Các loài trong chi này gồm:
- Odontocardus bivittatus (Boheman, 1851)
- Odontocardus harmandi Fleutiaux, 1931
- Odontocardus lateralis Fleutiaux, 1918
- Odontocardus rufus Fleutiaux, 1934
- Odontocardus vitalisi Fleutiaux, 1918
- Odontocardus vitalisi (Fleutiaux, 1918)
- Odontocardus zwaluwenburgi Fleutiaux, 1934